# Keesburgstraße 29/29a
Le bâtiment Keesburgstraße 29/29a est un immeuble d'habitation à Wurtzbourg, dans le quartier de Frauenland. Le bâtiment conçu par l'architecte Peter Feile (de) dans le style de la Nouvelle Objectivité est construit en 1928.

## Géographie
La Keesburgstraße se situe entre les quartiers de Frauenland et Keesburg au sud-est du centre-ville de Wurtzbourg. Il est en partie construit avec des villas classées dans le style de l'historicisme et de l'Art Nouveau. Dans Lerchenhain, une rue adjacente, trois maisons sont élevées dans le style du Neues Bauen.

## Histoire
En 1927, Peter Feile participe à l'exposition du Deutscher Werkbund L'Habitation pour la Weißenhofsiedlung à Stuttgart. Dans le même temps, l'architecte tente de réaliser ses premières créations de la Nouvelle Objectivité dans sa ville natale de Wurtzbourg. Sa demande de construction controversée pour le projet Leutfresserweg 6, qui aurait été la première maison avec un toit plat en Bavière, reçoit une faible majorité dans le conseil municipal, mais finalement échoue à cause de l'objection du gouvernement de la Basse-Franconie et Aschaffenburg. La maison pouvait être réalisée seulement avec le toit en croupe escarpé et l'arrangement changé des fenêtres.
Après que Feile a dû retirer son plan pour un café au Dominikanerplatz 1 en 1927, en 1928 le duplex Keesburgstraße 29/29a peut être réalisée comme son premier bâtiment avec un toit plat à Würzburg. Elle est destinée à son futur beau-père. La présentation de cette maison suscite un vif intérêt à Wurtzbourg et a des critiques positives dans la presse locale et dans des revues spécialisées. L'architecte déménage dans l'une des niveaux avec sa famille.
Feile décide alors d'acheter une superficie d'environ 20 000 m2 dans la ville de Würzburg et conçoit le village de Lerchenhain avec 31 "maisons types" dans le style du Neues Bauen. Son entreprise de construction bâtit trois maisons modèles. La présentation publique en septembre 1930 est couronnée de succès, mais l'intérêt d'achat est faible, Feile ne peut rien réaliser.
Sur la base de la loi sur la protection des monuments de Bavière du 1er octobre 1973, le duplex Keesburgstraße 29/29a et les trois « maisons blanches » de Lerchenhain sont répertoriées comme exemples de la Nouvelle objectivité dans la liste des monuments de Bavière.

## Architecture
L'immeuble est, comme les trois maisons modèles plus récentes, un bâtiment à trois étages et un escalier. Le toit plat rompt avec la construction conventionnelle. Le design est simple et cubique. Les surfaces des murs sont lisses et ont une simple coloration. Le développement de la fenêtre se fait de l'intérieur vers l'extérieur.